# كأس المعارض الأوروبية 1958–60
كأس المعارض الأوروبية 1958–60 (بالإسبانية: Copa de Ferias 1958-60)‏ هو موسم من كأس المعارض الأوروبية. أقيم بتاريخ 1958، وفاز فيه نادي برشلونة.